# آنری استین
آنری استین (به فرانسوی: Henri Estienne) واژه‌شناس و فرهنگ‌نویس و مترجم قرن شانزدهم میلادی اهل فرانسه است.